# Catocala junctura
Catocala junctura är en fjärilsart som beskrevs av Walker 1857. Catocala junctura ingår i släktet Catocala och familjen nattflyn. Inga underarter finns listade i Catalogue of Life.

## Bildgalleri

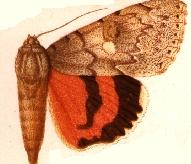
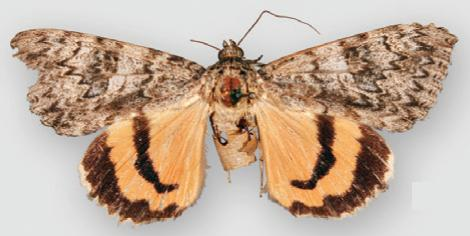
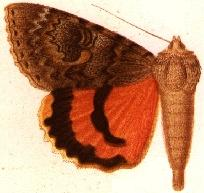
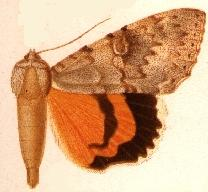